# Abrahamsby
Abrahamsby är en ort i Gottröra socken i Norrtälje kommun, belägen norr och väster om Ubby-Långsjön. Orten saknar numera kollektivtrafik, men mellan 1975 och 2015 fanns här ändhållplaten för Storstockholms Lokaltrafiks busslinje 646 från Rimbo.
SCB avgränsar en småort i den västra delen av området. Fram till 2010 benämndes småorten Abrahamsby men från 2010 benämns den Frubol.